# Философские тетради
«Философские тетради» — заметки В. И. Ленина по философии, изданные посмертно, в 1933 году. Основная часть заметок датируется периодом Первой мировой войны.

## Содержание
В эти заметки входят конспекты различных произведений, в том числе «Святого семейства» Маркса и Энгельса, «О сущности религии» и «О философии Лейбница» Фейербаха, «Науки логики», «Лекций по истории философии» и «Лекций по философии истории» Гегеля, «Философии Гераклита Темного» Лассаля, «Метафизики» Аристотеля. Особняком в «Тетрадях» стоит сочинение «К вопросу о диалектике». «Философские тетради» являются прямым продолжением книги В.И. Ленина «Материализм и эмпириокритицизм». Если главное внимание в «Материализме и эмпириокритицизме» было обращено на теоретико-познавательные проблемы, то в «Философских тетрадях» преимущественное внимание обращается на разработку диалектического метода.
Идейно выступая против идеализма, Ленин замечает, что тот фактически обосновывает несправедливое положение вещей, является тормозом развития и прикрытием религиозного фундаментализма («поповщины», клерикализма). Материализм, напротив, трезво и смело смотрит на реальный мир и способствует освобождению человечества. При этом Ленин вслед за Энгельсом различает материализм старый («глупый», механистический, метафизический) и новейший («умный», диалектический). Разницу между идеализмом и материализмом Ленин трактует просто: дух порождает материю (1-й случай) или материя порождает дух (2-й случай). В области познания мира идеализм тяготеет к скептицизму, ибо неспособен увидеть за явлением сущность. Критикуя идеализм Гегеля, Ленин ценит его диалектический метод, подчёркивающий сложное единство мира, а также противоречивость его развития. Рассматривая вопрос о противоречии между ограниченностью человеческого сознания и бесконечностью материи, Ленин, тем не менее, проявляет гносеологический оптимизм, так как человек стремится не к истине вообще, а к той истине, которая удовлетворяет его познавательные запросы. И эта истина, по его мнению, вполне достижима, хотя со временем она может меняться.

## Оценки
По мнению А. И. Субетто, в «Философских тетрадях» Ленин впервые в истории марксизма сформулировал понятие ядра марксистской диалектики. По мнению Ф. Х. Кессиди, высказанная Лениным в «Философских тетрадях» идея борьбы противоположностей является следствием политизации автором философии в целом и философских категорий (однако точно так же поступали и политические противники Ленина из буржуазного лагеря).